# Ante Vučemilović-Šimunović
Ante Vučemilović-Šimunović (Osijek, 13 juni 1974) is een Kroatisch voormalig voetbalscheidsrechter. Hij was in dienst van FIFA en UEFA tussen 2007 en 2016. Ook leidde hij van 2005 tot 2017 wedstrijden in de 1. HNL.
Op 2 augustus 2007 maakte Vučemilović-Šimunović zijn debuut in Europees verband tijdens een wedstrijd tussen FC Vaduz en Dinamo Tbilisi in de voorrondes van de UEFA Cup; het eindigde in 0–0 en de Kroatische leidsman gaf één gele kaart. Zijn eerste interland floot hij op 3 maart 2010, toen Hongarije met 1–1 gelijkspeelde tegen Rusland. Tijdens dit duel gaf Vučemilović-Šimunović vier gele kaarten, waarvan twee aan Igor Denisov.

## Interlands
| Datum             | Plaats                    | Wedstrijd           | Uitslag | Competitie           | Kreeg geel | Kreeg voor de tweede keer geel en dus rood | Weggestuurd |
| ----------------- | ------------------------- | ------------------- | ------- | -------------------- | ---------- | ------------------------------------------ | ----------- |
| 3 maart 2010      | Győr, Hongarije           | Hongarije – Rusland | 1 – 1   | Vriendschappelijk    | 3          | 1                                          | 0           |
| 11 augustus 2010  | Tallinn, Estland          | Estland – Faeröer   | 2 – 1   | EK 2012 kwalificatie | 4          | 0                                          | 0           |
| 10 september 2013 | Andorra la Vella, Andorra | Andorra – Nederland | 0 – 2   | WK 2014 kwalificatie | 5          | 0                                          | 0           |